# Метод вичерпування
Метод вичерпування (лат. methodus exaustionibus) — античний метод для дослідження площі чи об'єму криволінійних фігур. Ідею методу, в не дуже ясних формулюваннях, висловив ще Антіфон, а розробку і застосування здійснив Евдокс Кнідський. Обґрунтування цього методу не спирається на поняття нескінченно малих величин, але неявно включає поняття границі. Назву «метод вичерпування» запропонував у 1647 році Грегуар де Сен-Венсан, в античні часи у методу не було спеціальної назви.

## Опис методу

Обчислення площі кола методом вичерпування

Метод полягав в наступному: для знаходження площі (або об'єму) деякої фігури в цю фігуру вписувалася монотонна послідовність інших фігур і доводилося, що їх площі (об'єми) необмежено наближаються до площі (об'єму) шуканої фігури. Потім обчислювалася границя послідовності площ (об'ємів), для чого висувалася гіпотеза, що вона дорівнює деякому A і доводилося, що зворотне призводить до протиріччя. Оскільки загальної теорії границь не було (греки уникали поняття нескінченності), всі ці кроки, включаючи обґрунтування єдиності границь, повторювалися для кожного завдання.
У такій формі метод вичерпування добре вписувався в строго дедуктивну побудову античної математики, проте мав декілька суттєвих недоліків. По-перше, він був винятково громіздким. По-друге, не було ніякого загального методу для обчислення граничного значення A; Архімед, наприклад, нерідко виводив його з механічного розуміння або просто інтуїтивно вгадував. Урешті, цей метод не придатний для знаходження площ нескінченних фігур.

## Обґрунтування
Теоретична основа методу вичерпування Евдокса викладена в книзі X «Начал» Евкліда. Там формулюється основна лема:
Пропозиція 1. Для двох заданих нерівних величин, якщо від більшої віднімається більше половини і від залишку більше половини, і це робиться постійно, то залишиться певна величина, яка буде менше заданої меншої величини.
Це одна з небагатьох теорем загальної теорії границь, наведена у античних авторів. У X столітті Сабіт ібн Курра запропонував узагальнення даної леми, замінивши «половину» на «будь-яку частину».
За допомогою методу вичерпування Евдокс строго довів ряд вже відомих в ті роки відкриттів (площа кола, об'єм піраміди і конуса). Евклід у своїх «Началах» використовував метод вичерпування для доведення 6 теорем 12-й книги:
- Теорема 2 (про площу кола)
- Теорема 5 (об'єм тетраедра)
- Теореми 10-12 (об'єми конуса і циліндра)
- Теорема 18 (залежність об'єму кулі від його радіуса)

## Застосування

Архімедови куля і циліндр

Найбільш плідним метод вичерпування став в руках видатного послідовника Евдокса, Архімеда, який зміг його значно удосконалити і віртуозно застосовував для багатьох нових відкриттів. Зокрема, він виявив:
- площа поверхні сфери дорівнює площі великого кола цієї сфери помноженої на чотири;
- площа сегмента параболи, що відсікається від неї прямою, становить 4/3 від площі вписаного в цей сегмент трикутника;
- об'єм кулі становить 2/3 об'єму описаного навколо неї циліндра.

В Середні віки європейські математики також застосовували метод вичерпування, поки він не був витіснений спочатку більш потужним і технологічним методом неподільних, а потім — математичним аналізом.